# Ștefan Preda
Ștefan Gabriel Preda (n. 18 iunie 1970) este un fost fotbalist român, care a jucat pentru echipa națională a României la Campionatul Mondial din 1994. În martie 2008 a fost decorat cu Ordinul „Meritul Sportiv” clasa a III-a, pentru rezultatele obținute la turneele finale din perioada 1990-2000 și pentru întreaga activitate.

## Titluri
Petrolul Ploiești
- Cupa României: 1994-95

Dinamo București
- Liga I: 1999-00, 2003-04
- Cupa României: 1999-00, 2003-04